# Trichosirius
Genre
Synonymes
- Cerithioderma (Miplioderma) Laws, 1940 †
- Trichosirius (Eosirius) Maxwell, 1966 †
- Trichosirius (Miplioderma) Laws, 1940
- Trichosirius (Trichosirius) Finlay, 1926[1]

Trichosirius est un genre de mollusques gastéropodes de la famille des Capulidae. L'espèce type est Trichosirius inornatus.

## Liste d'espèces
Selon World Register of Marine Species (28 septembre 2017) :
- Trichosirius admeteformis (Maxwell, 1966) †
- Trichosirius cavatocarinatus (Laws, 1940)
- Trichosirius finlayi Laws, 1935 †
- Trichosirius inornatus (Hutton, 1873)
- Trichosirius mangawera (Laws, 1940) †
- Trichosirius octocarinatus Powell, 1931
- Trichosirius omnimarium S.-I Huang & M.-H. Lin, 2021
- Trichosirius reticulatus (Suter, 1917) †
- Trichosirius waihuanus (Marwick, 1965) †

## Publication originale
- (en) H. J. Finlay, « A Further Commentary on New Zealand Molluscan Systematics », Transactions and Proceedings of the New Zealand Institute, vol. 57,‎ 23 décembre 1926, p. 320-485 (ISSN 1176-6158 et 2744-4120, lire en ligne).